# Catherine Talbot

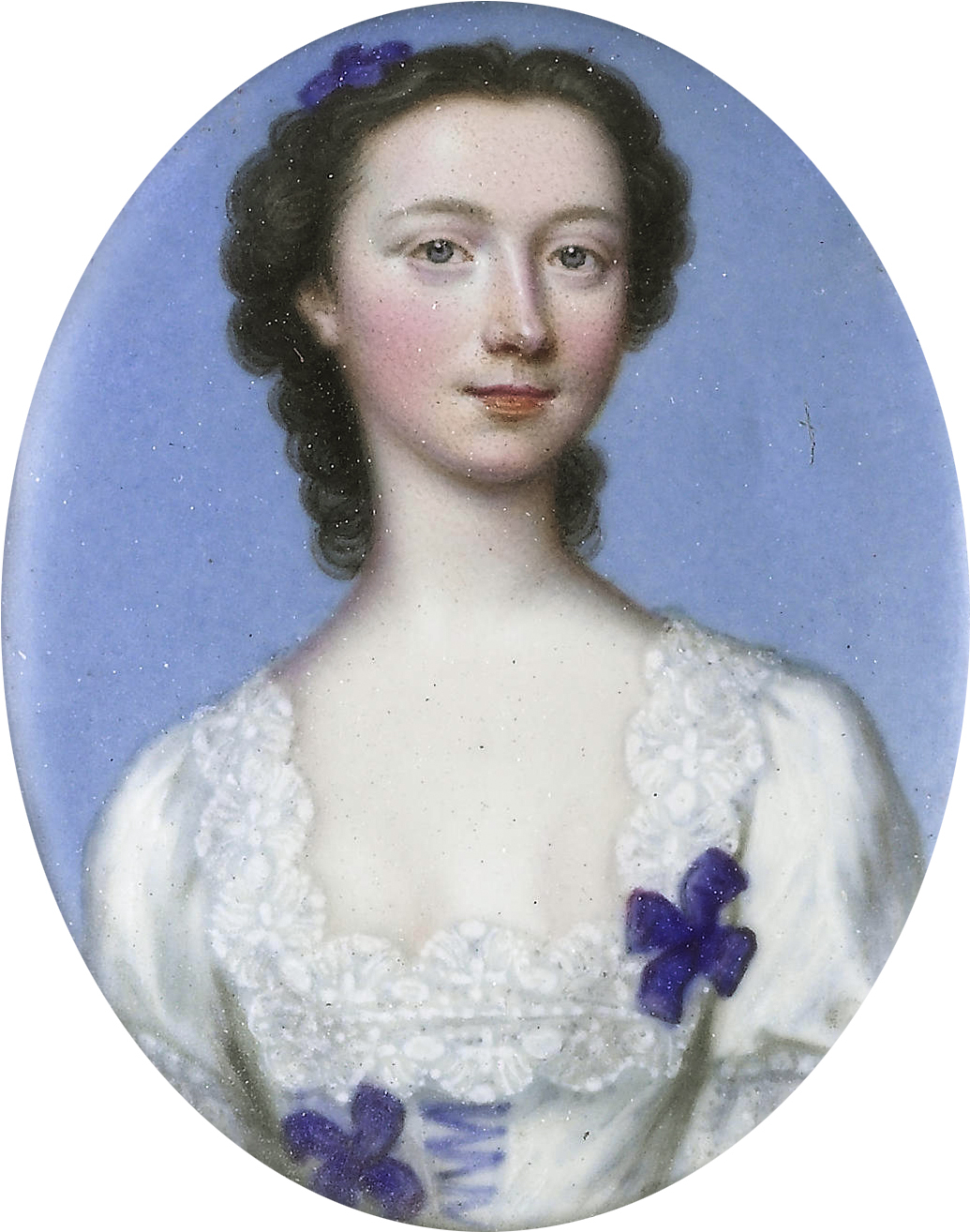
Christian Friedrich Zincke: Catherine Talbot

Catherine Talbot (geboren 21. Mai 1721 in Berkshire; gestorben 9. Januar 1770 in London) war eine englische Schriftstellerin.

## Leben
Catherine Talbot stammte aus großbürgerlichen und hochgestellten klerikalen Kreisen. Sie war die Tochter des Archidiakons von Berkshire Edward Talbot und der Mary Martin. Ihr Vater starb noch vor ihrer Geburt an Pocken, sie und ihre mittellose Mutter wurden 1725 in den Haushalt des Schulrektors und späteren Erzbischofs von Canterbury Thomas Secker aufgenommen, der sich um ihre Erziehung kümmerte. Talbot wurde in Latein, in italienischer, französischer und englischer Literatur unterrichtet und in Geschichte, Zeichnung, Malerei, Musik und Astronomie. Da die Seckers kinderlos blieben, nahm sie bei ihnen die Rolle einer Tochter ein. Sie wurde in die gesellschaftlichen und intellektuellen Kreise eingeführt, in denen Secker schon aufgrund seines Amtes verkehrte. Der Versuch, sie zu verheiraten, scheiterte wegen ihrer relativen Armut als Halbwaise. Für Secker, der seit 1748 Witwer war, übte sie die Funktionen einer Haushälterin aus und war sein Almosenier. Bei Seckers Tod 1768 hinterließ dieser Talbot und ihrer Mutter £13.000 in Wertpapieren. Sie zogen vom  Lambeth Palace in eine Wohnung in der Lower Grosvenor Street, wo sie noch vor ihrer Mutter starb.
Talbot war seit 1741 mit Elizabeth Carter befreundet und beide disputierten mit Samuel Richardson dessen Romankonzept zur The History of Sir Charles Grandison. Sie wurde Mitglied der Blaustrumpfgesellschaft um Elizabeth Montagu. Sie hat zu ihren Lebzeiten außer einem Beitrag 1750 in Samuel Johnsons The Rambler keine ihrer Schriften veröffentlicht. Obschon sie von vielen Seiten gefördert und gelobt wurde, war sie von Selbstzweifeln geplagt.
Postum gab Elizabeth Carter 1770 Talbots Reflections on the Seven Days of the Week heraus, die mehrfach nachgedruckt wurden. 1772 folgte der Sammelband Essays on Various Subjects und auch danach erschienen noch verschiedene Zusammenstellungen ihrer Schriften. Nach Carters Ableben erschien 1808 ihr Briefwechsel in zwei Bänden.

## Werke (Auswahl)
- Reflections on the Seven Days of the Week. 1770
- Essays on Various Subjects. 1772
- A Series of Letters between Mrs. E. Carter and Miss C. Talbot from the Year 1741 to 1770. 1808
- The Works of the Late Miss Catherine Talbot. 1808